# Ebenezer Howard
Sir Ebenezer Howard (29. januar 1850 i London - 1. maj 1928 i Welwyn Garden City, Hertfordshire, England) var en engelsk byplanlægger og grundlægger af havebybevægelsen (en. garden city movement) efter udgivelsen i 1902 af bogen Garden Cities of Tomorrow.
Det første forsøg på at virkeliggøre Howards idéer var Letchworth Garden City i Hertfordshire omkring 60 km nord for London; den har i 2011 ca. 30.000 indbyggere.